# Mare de Déu dels Desemparats
 (avril 2024).
Si vous disposez d'ouvrages ou d'articles de référence ou si vous connaissez des sites web de qualité traitant du thème abordé ici, merci de compléter l'article en donnant les références utiles à sa vérifiabilité et en les liant à la section « Notes et références ».

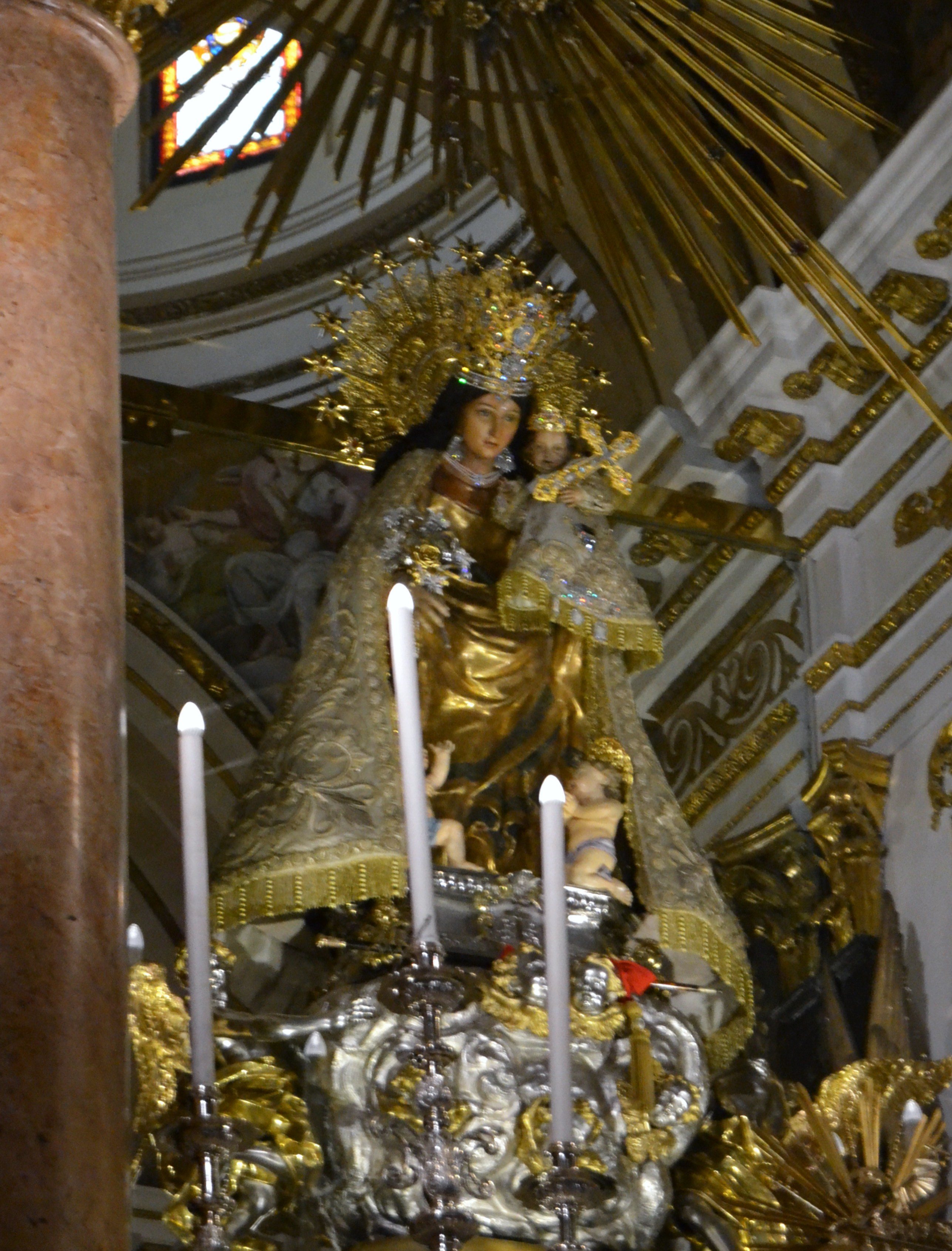
Statue de la Mare de Déu dels Desemparats.

La Mare de Déu dels Desemparats (en catalan, Virgen de los Desamparados en espagnol, Notre-Dame des Abandonnés en français)  est une invocation de la Vierge Marie.
Elle est la patronne de la Communauté valencienne, et une des sept Patronnes des communautés autonomes d'Espagne. Elle est représentée avec un lys dans une main et avec l'Enfant Jésus portant une croix dans ses bras. La statue a pour caractéristique d'avoir une légère inclinaison vers l'avant; c'est par cette raison, que les valenciens l'appellent familièrement et affectueusement La Geperudeta, (La petite Bossue).

## Origine du culte

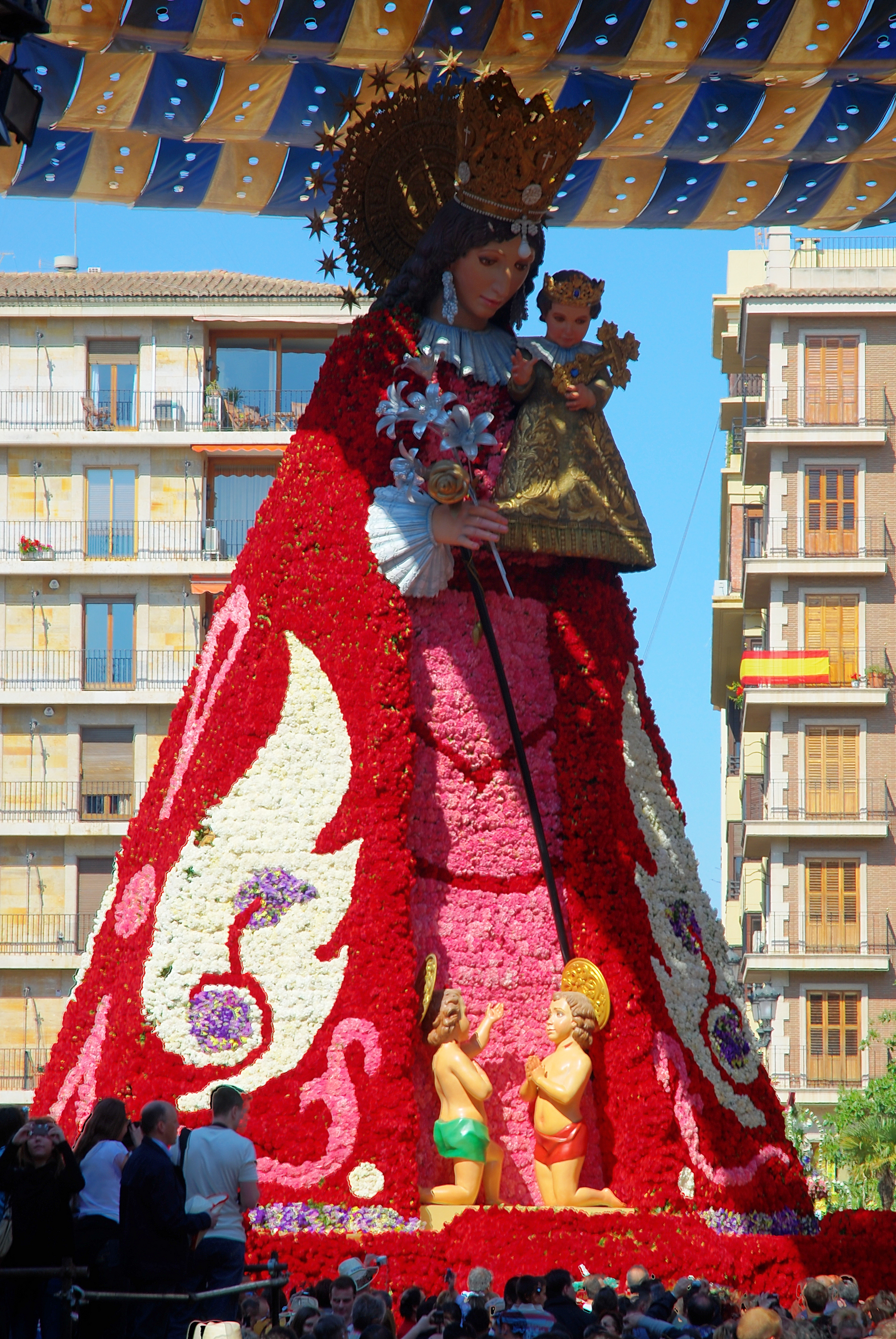
Mare de Déu dels Desemparats lors l'offrande de fleurs à Valence (2008).

Le 24 février 1409, le père Juan Gilabert Jofré se dirigeait vers la cathédrale de Valence pour prononcer un sermon durant le Carême, quand il fut le témoin du lynchage d'un malade mental dans une rue proche de Santa Catalina (actuellement Martín Mengod). Ce drame lui fit prendre la décision de fonder un hospice pour les malades mentaux. La confrérie fut créée sous l'invocation de  Nostra Dona Sancta dels Folls Innocents e Desemparats (Notre-Dame des fous innocents et abandonnés).
L'objectif de la confrérie était de s'occuper des fous, mais à cause des famines de l'époque et de la peste noire, les rues étaient remplies d'enfants abandonnés. L'hospice fut agrandi pour recueillir les enfants abandonnés, exposés ou orphelins.
Deux ans plus tard, on nomma patronne de la confrérie la Vierge pour être la mère des enfants abandonnés qu'on y recueillait et on modifia l'invocation en Mare de Déu dels Desemparats.
En 1414 arrivèrent à la confrérie trois jeunes, habillés en pèlerins. Au frère qui les reçut, ils déclarèrent qu'en trois jours, ils pouvaient faire une statue de la Vierge si on leur donnait un local et si on leur fournissait à manger. On les conduisit au lieu connu comme L'Ermitage.
Passés quatre jours et n'entendant aucun bruit, on força la porte et on trouva la statue de la Vierge Marie. Les mystérieux pèlerins avaient disparu; peu après se trouva guérie l'épouse d'un membre de la confrérie, paralytique et aveugle. L'événement est à l'origine de la légende que « la feren els àngels » (les anges l'ont faite).
Le 21 avril 1885, le pape Léon XIII a émis une Bulle pontificale pour que la Mare de Déu dels Desemparats soit désignée comme patronne de Valence.

## «Généralissime de nos Armées»
Le régiment d'infanterie no 5 « Mare de Déu dels Desemparats » se souleva à Barcelone en juillet 1713 pour défendre la cité contre les attaques des partisans des Bourbons dans le dernier épisode de la guerre de Succession d'Espagne. Ce régiment rassemblait tous les soldats valenciens qui se trouvaient incorporés dans le régiment no 1 « Ahumada » qui devait être évacué. Ils décidèrent de rester à Barcelone et luttèrent jusqu'à la mort, sacrifiant leurs vies pour les furs du royaume de Valence et du principat de Catalogne.
Le 24 janvier 1789, le « Consell » (Conseil) de Valence demanda que l'on rende les honneurs militaires à la Vierge, de la même manière qu'on faisait à la Vierge du Pilier. Le 25 mai 1809, le Consell renouvela sa demande.
Lors de la guerre d'indépendance espagnole, le 6 mars 1810, le général Caro, capitaine général de Valence (es) (la plus haute autorité militaire de la région), demanda à l'archevêque qu'il autorise que la Mare de Déu dels Desemparats soit nommée « généralissime de nos Armées », afin de manifester leur gratitude car elle leur avait permis de sortir victorieux au cours du premier assaut contre Valence donné par les troupes de Napoléon.
Le général Caro, lors de la cérémonie réalisée à la cathédrale de Valence, lui remit le ceinturon de général et le bâton de commandement, et décida que lors des sorties de la statue le jour de sa fête, on lui rendrait les honneurs militaires « et on tirerait des coups de canon depuis le fort. »
Ces ordres furent renouvelés par la capitaine général de Valence le 18 mars 1854 et par le chef de l'État espagnol en 1947.
Finalement, les honneurs militaires lui sont rendus, et elle a reçu le titre d'Alcaldesa Perpétuelle de la cité de Valence; c'est pour cette raison qu'elle porte le ceinturon de capitaine général et le bâton de commandement.

## Couronnement de la Vierge
Bien que patronne de la cité de Valence, la statue n'avait pas été couronnée canoniquement. L'archevêque de Valence, le cardinal Enrique Reig Casanova, fut l'initiateur de l'idée du couronnement de la Vierge.
Le 15 octobre 1921, le pape Benoît XV accorda le privilège du couronnement.
Le 12 mai 1923, samedi, eut lieu la cérémonie du couronnement de la Vierge sur le Pont del Real. Jusque-là, la statue apparaissait avec un diadème de fleurs, parcourant les rues fleuries de la cité. Furent présents à la cérémonie le roi Alphonse XIII et son épouse, la reine Victoire Eugénie, ainsi que le nonce du pape Pie XI, Federico Tedeschini, et l'archevêque de Burgos, d'origine valencienne, le cardinal Benlloch.
Le maire Juan Artal remit la couronne, confectionnée avec des bijoux donnés par les valenciens; lorsqu'elle fut placée sur la tête de la Vierge, retentirent les 21 coups de canon du régiment d'artillerie et on entonna l'hymne national.
Pour l'occasion fut créé l' Hymne du Couronnement de la Mare de Déu dels Desemparats, qui aujourd'hui encore se chante dans les cérémonies solennelles, comme la fête au mois de mai ou lors de la offrande durant les Fallas en mars. L'Hymne fut créé ce jour-là par un chœur extraordinaire de plus de 1 500 choristes, comme un cadeau du peuple valencien à La Geperudeta.

### Hymne du Couronnement
La pàtria valenciana 

s´empara baix ton mant

¡Oh, Verge Sobirana

de terres de Llevant!. 

La terra llevantina reviu en ta capella 

en fer-vos homenatge de pur i ver amor. 

Puix sou la nostra Reina i vostra Imatge bella 

pareix que està envoltada de màgic resplendor. 

La rosa perfumada, la mística assutzena, 

Lo seu verger formaren als peus de ton altar. 

I fervorós en elles, lo valencià t´ofrena'

La devoció més santa que es puga professar. 

En terres valencianes 

La fe per Vós no mor 

I vostra Imatge Santa 

Portem sempre en lo cor. 

Salve, Reina del cel i la terra; 

Salve, Verge dels Desemparats; 

Salve, sempre adorada Patrona; 

Salve, Mare del bons valencians.

## LaVoyageuse(«Peregrina»)
Une statue voyageuse de la Mare de Déu dels Desemparats, de 1 mètre et 33 centimètres de haut, a été réalisée en 1966 par le sculpteur Octavio Vicent, à la demande du chapelain de la Basilique. C'est cette statue qui parcourt les rues et les villages lors des cérémonies. Ceci permet une meilleure protection de la statue originale qui ne sortira qu'en cas d'absolue nécessité.
Dans ce but, on a conçu un véhicule adapté spécialement pour ses déplacements, connu populairement comme « La Maremobile », immatriculé V - 0075-GP, où figure le V de Vierge, le 75, anniversaire du couronnement, et les incontournables GP de Geperudeta, le surnom affectueux de la Mare de Déu.

## Sources
- (es) Cet article est partiellement ou en totalité issu de l’article de Wikipédia en espagnol intitulé « Virgen de los Desamparados » (voir la liste des auteurs).